# Malenchus
Malenchus is een geslacht van rondwormen uit de familie van de Tylenchidae. De wetenschappelijke naam van het geslacht werd voor het eerst geldig gepubliceerd in 1968 door Andrássy.

## Taxonomie
De volgende taxa zijn bij het geslacht ingedeeld:
- Malenchus gilanensis Jalalinasab, Adeldoost, Abolafia & Heydari, 2019